# Rizz
Rizz (/ˈrɪz/</link>) este un termen argotic de pe internet definit ca „stil, farmec sau atractivitate; capacitatea de a atrage un partener romantic sau sexual”; ca o prescurtare a cuvântului charisma. Expresia a devenit populară în afara comunității afro-americane de către YouTuberul american și streamerul Twitch Kai Cenat la jumătatea anului 2021, deși utilizarea colocvială a acestui cuvânt exista cu mult înainte. Ulterior, acest cuvânt a devenit viral pe aplicația de social media TikTok. Oxford University Press a declarat acest cuvânt drept cuvântul anului 2023.

## Etimologie
Popularitatea cuvântului a început să crească la mijlocul anului 2021, odată cu Kai Cenat.Cenat și-a sfătuit urmăritorii de pe Twitch cum să aibă „rizz” și de acolo a dezvoltat și alte expresii, cum ar fi „W rizz” și „L rizz”, pentru a descrie abilitățile de „a câștiga (W)” sau „a pierde (L)” ale unei persoane de a atrage sau de a discuta cu o persoană. persoană/potențial interes amoros.
Rizz este un termen colocvial, folosit atunci când cineva deține carismă. Ca verb, „a da rizz” este folosit pentru a descrie folosirea carismei pentru a atrage pe cineva, ca pentru a „da rizz” unei persoane. Se crede că silaba de mijloc a cuvântului charisma a fost scurtată pentru a crea cuvântul rizz. Oxford University Press a descris acest model de formare pentru un cuvânt drept „neobișnuit”. Cu toate acestea, acest model de formare poate fi observat în scurtarea cuvintelor precum frigider (refrigerator prescurtat fridge - în engleză) și gripă (influenza prescurtat flu - în engleză).
Cuvântul este în general folosit de Generația Z, deși mai nou este folosit și de Generația Alpha. Dezvoltarea ulterioară a cuvântului „rizz” include și alte adjective - „Rizzler” sau „Rizz God”, care desemnează o persoană extrem de carismatiă, și „Unspoken Rizz”, adică capacitatea unei persoane de a atrage o persoană fără a spune un cuvânt. Termenul poate fi folosit și pentru a modifica nume, cum ar fi „Walt Rizzney”, „Rizzard of Oz”, „Quantum Rizzics” și „Rizzly Bear” pentru a sublinia cantitatea de carisma pe care o are cineva.